# Jim Kenney

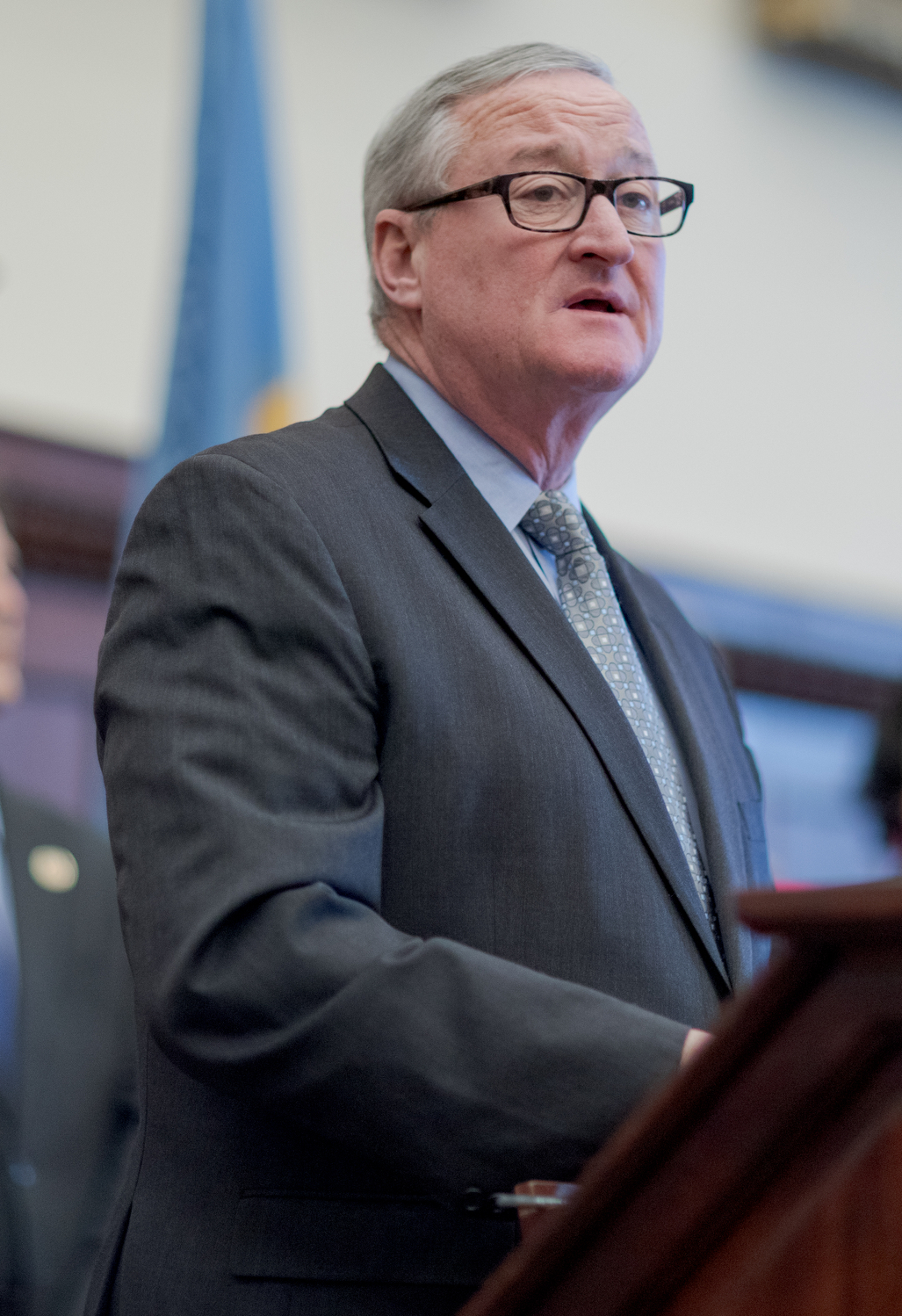
Kenney bei einer Rede (2019)

James Francis Kenney (* 7. August 1958 in Philadelphia, Pennsylvania) ist ein US-amerikanischer Politiker der Demokratischen Partei. 
Kenney ist derzeit der 99. gewählte Bürgermeister der Stadt Philadelphia in Pennsylvania. Erstmals gewählt wurde er im November 2015. Er besiegte seine republikanische Rivalin Melissa Murray Bailey. Er ist Nachfolger von Michael Nutter. Vor seiner Wahl zum Bürgermeister war Kenney 23 Jahre gewähltes Mitglied im Stadtrat von Philadelphia.